# Marcello de Nardo
Marcello De Nardo (* 25. Juli 1963 in Basel) (Doppelbürger Schweiz/Italien) ist ein Schweizer Schauspieler, Sänger, Tänzer und Regisseur.

## Leben
Marcello De Nardo lebt und arbeitet, als Sohn italienischer Einwanderer in Zürich, Wien und Italien. Sein Vater Giuseppe De Nardo stammt aus dem nördlichen San Pietro di Feletto bei Conegliano (TV) in der Nähe von Venedig und seine Mutter, Elvira Tamelleo, aus Caserta im Süden Italiens. Seine Kindheit verbrachte er in der Schweiz, wo er seine Schulzeit in einem College auf Chaumont bei Neuchatel in der französischen Schweiz und später in Basel absolvierte. Bevor er sich an sein Schauspielstudium machte, beendete er eine Lehre als Herrenausstatter, um dem Wunsch seines Vaters nach einer "soliden Ausbildung" nachzukommen.

## Studium
De Nardo studierte an der Universität für Musik und darstellende Kunst Wien, am Max Reinhardt Seminar. Seine Lehrer waren u. a. Erni Mangold, mit der er später am Volkstheater Wien in "Geschichten aus dem Wienerwald" 2008 gemeinsam auf der Bühne stand, sowie Samy Molcho, Susi Nicoletti, Bruno Dalanski und Sam Cane für Tanz. Gleichzeitig studierte er Gesang bei Ursula Peyer.

## Karriere
Seit 1981 ist er als Schauspieler in der Schweiz, Deutschland und Österreich tätig. Er wirkte in zahlreichen Musicals wie (Cameron Mackintoshs) Cats, A Chorus Line, Les Misérables und Grease am Raimundtheater und am Theater an der Wien mit.
Am Volkstheater in Wien feierte er im März 2007, unter der Regie von Michael Schottenberg als Conferencier in Cabaret Premiere.
Für das Schweizer Fernsehen DRS übernahm er viele Episodenrollen in Sitcoms wie: Fascht e Familie von Charles Lewinsky, Männerzimmer und Schöne Aussichten von Domenico Blass. Sieben Jahre stand er für die Samstagabendsendung Benissimo regelmässig vor der Kamera.
Michael Schottenberg, den er zu den Proben für Grease (Musical)|Grease kennenlernte, nahm ihn ans Schlosspark Theater nach Berlin mit, wo er als Otto Weininger in Weiningers Nacht von Joshua Sobol 1996 Premiere feierte. In zahlreichen Hauptrollen war er danach an Heribert Sasses Schlosspark Theater zu sehen. Seine Arbeiten führten ihn nach Essen, Wien, Zürich, Basel, Berlin, Venedig und München.
Am Schlosspark Theater in Berlin war er unter Heribert Sasse von 2000 bis 2003 künstlerischer Leiter und stellvertretender Intendant. Überdies inszenierte er Stücke wie Der Diener zweier Herren von Carlo Goldoni, die Uraufführung von Rolf Hochhuths Hitlers Doktor Faust mit Christine Wodetzky und Hermann Treusch in den Hauptrollen und am Wiener Theater in der Josefstadt, Viel Lärm um Nichts, mit Herbert Föttinger und Sandra Cervik als Benedikt und Beatrice.
Seine Regisseure waren: George Tabori, Michael Schottenberg, Heribert Sasse, Hansgünther Heyme, Nuran David Calis, Rolf von Sydow, Gale Edwards, Samy Molcho und Thomas Schulte-Michels u. a.
Seit 2003 steht er regelmässig in grossen Rollen bei den Festspielen Reichenau auf der Bühne und seit 2005 in zahlreichen Hauptrollen am Volkstheater Wien. Er erhielt eine Nominierung für den Nestroy-Theaterpreis 2012 in der Kategorie Bester Schauspieler.
Im Sommer 2013 stand Marcello De Nardo für eine zehnteilige Mystery-Serie „The Quest“ für den amerikanischen Sender ABC (American Broadcasting Company), als Hauptdarsteller vor der Kamera. Produzent war unter anderem Michael Williams.
Seit 2021 ist Marcello De Nardo Ensemblemitglied am Wiener Theater in der Josefstadt.

## Filmografie
- 1990: Mannezimmer
- 1990: Dr. Sommerfeld – Neues vom Bülowbogen
- 1995–2000: Benissimo
- 1995: Rosamunde Pilcher: Wechselspiel der Liebe, Regie: Rolf von Sydow
- 1997: Wolffs Revier
- 1998–2000: Fascht e Familie
- 2002: Streit um drei
- 2004: Tatort – Die schlafende Schöne, Regie: Dieter Berner
- 2005: Schöni Uussichte
- 2008: Das jüngste Gericht, Regie: Urs Egger
- 2010: Der Winzerkönig, Regie: Walter Bannert
- 2011: Mein bester Feind, Regie: Wolfgang Murnberger
- 2013: Meine linke Hand, Regie: David Wagner
- 2013: Local Heroes, Regie: Henning Backhaus
- 2014: Madame Nobel, Regie: Urs Egger
- 2014: The Quest, Regie: Bertram van Munster
- 2022: Alma und Oskar

## Theater
- Herr Puntila und sein Knecht Matti von Bertolt Brecht, Volkstheater Wien. Regie: Thomas Schulte-Michels
- Die Räuber von Friedrich Schiller, Volkstheater Wien. Regie: Nuran David Calis
- Hotel Savoy von Joseph Roth, Volkstheater Wien. Regie: Ingo Berk
- Was ihr wollt von William Shakespeare, Schlosspark Theater Berlin. Regie: Michael Schottenberg
- Die letzten Tage der Menschheit von Karl Kraus, Volkstheater Wien. Regie: Thomas Schulte-Michels
- Der Diener zweier Herren von Carlo Goldoni, Schlosspark Theater-Berlin. Regie: Marcello De Nardo
- Der Fall Furtwängler von Ronald Harwood, Schlosspark Theater-Berlin. Regie: Heribert Sasse
- Der Spion Oberst Redl von Nicolaus Hagg, Festspiele Reichenau, Regie: Michael Gampe
- Macbeth von William Shakespeare, Volkstheater Wien. Regie: Nuran David Calis
- Weiningers Nacht von Joshua Sobol, Schlosspark Theater-Berlin. Regie: Michael Schottenberg
- Tabori Variationen von George Tabori, Volkstheater Wien. Regie: George Tabori
- Spiel im Morgengrauen von Arthur Schnitzler, Festspiele Reichenau. Regie: Nicholas Ofczarek
- Leonce und Lena von Georg Büchner, Schlosspark Theater-Berlin. Regie: Thomas Birkmeir
- Der Revisor von Nikolai Gogol, Volkstheater Wien. Regie: Thomas Schulte-Michels
- Baby Doll von Tennessee Williams, Volkstheater Wien. Regie: Niels-Peter Rudolph
- Don Quijote von Miguel de Cervantes, Schlosspark Theater-Berlin
- Die Dreigroschenoper von Bertolt Brecht, Volkstheater Wien. Regie: Michael Schottenberg
- Cabaret, von John Kander/Joe Masteroff/Fred Ebb, Volkstheater Wien. Regie: Michael Schottenberg
- Viel Lärm um Nichts von William Shakespeare, Theater in der Josefstadt Wien. Regie: Marcello De Nardo
- Die Stützen der Gesellschaft von Henrik Ibsen, Festspiele Reichenau. Regie: Alfred Kirchner
- Hitlers Doktor Faust von Rolf Hochhuth, Schlosspark Theater Berlin. Regie: Marcello De Nardo
- Comedian Harmonists von Gottfried Greiffenhagen/Franz Wittenbrink, Volkstheater Wien. Regie: Marcello De Nardo und Michael Schottenberg.
- 1914 von Nicolaus Hagg, Festspiele Reichenau. Regie: Michael Gampe
- Alles über meine Mutter, Volkstheater Wien. Regie: Antoine Uitdehaag

## Auszeichnungen und Nominierungen
- 2007: Karl-Skraup-Preis. Ausgezeichnet in der Kategorie: Bester Schauspieler (für die Gesamtleistung während einer Saison) für: Macduff in Macbeth / Loyd Dallas in Der Nackte Wahnsinn und als MC in Cabaret
- 2011: Nestroy-Theaterpreis. Nominiert in der Kategorie: Bester Schauspieler für: Puntila in Herr Puntila und sein Knecht Matti, Volkstheater Wien und Oberst Redl in Der Spion Oberst Redl, Festspiele Reichenau
- 2011: Nestroy-Theaterpreis. Nominiert für den Publikumspreis.
- 2012: Dorothea-Neff-Preis. Ausgezeichnet mit dem Publikumspreis.
- 2012: Nestroy-Theaterpreis. Nominiert für den Publikumspreis.